# تركش قهوة خانة
تركش قهوة خانة هي قرية في مقاطعة بيرانشهر، إيران. عدد سكان هذه القرية هو 49 في سنة 2006.